# Cleveland (hrabstwo Taylor)
Cleveland – miasto w Stanach Zjednoczonych, w stanie Wisconsin, w hrabstwie Taylor.